# Thái Bạch Kim Tinh

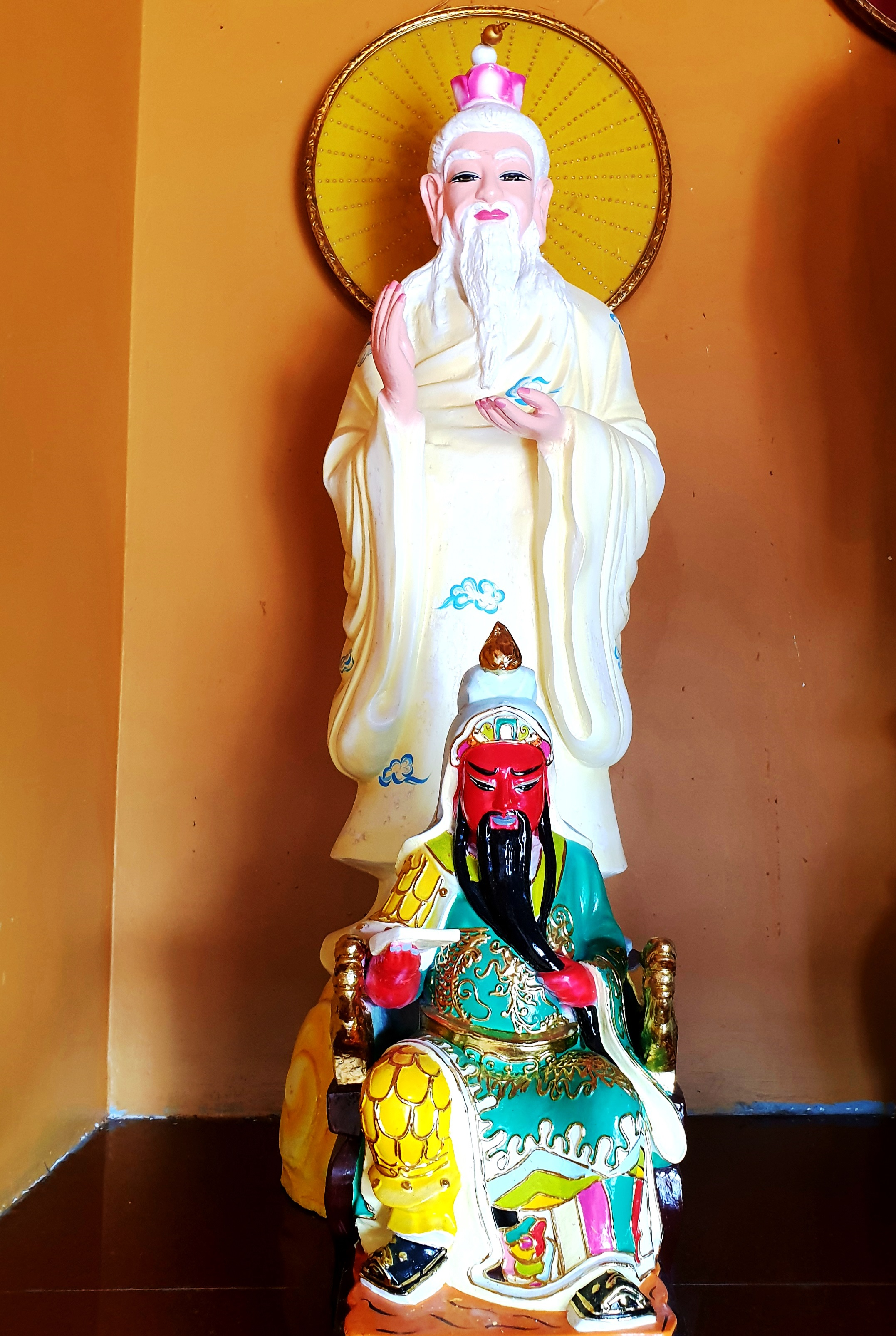
Tượng Thái Bạch Kim Tinh tại chùa Long Thạnh

Thái Bạch Kim Tinh (chữ Hán: 太白金星) là một vị thần tiên trong thần thoại Trung Quốc và cũng xuất hiện trong thần thoại Việt Nam. Thái Bạch Kim Tinh là người ôn hòa nhưng có sức mạnh cứng rắn, tượng trưng cho mệnh kim. Vị thần này theo truyền thuyết có họ Lý, hình dáng là một ông già râu bạc áo trắng, vốn là Tinh chủ của Sao Kim (Kim Tinh), ngôi sao sáng nhất vào chập tối và buổi sáng, vì thế gọi là Lý Thái Bạch. Trong văn hóa phương Tây, thần Vệ nữ là biểu tượng của Sao Kim (Venus). Chính vì thấy Sao Kim xuất hiện đầu tiên của buổi đêm và ban ngày, nên Thái Bạch Kim Tinh được cho là sứ giả của Thiên đình, và gọi là Lý Trường Canh. Trong phim Tây du ký, Thái Bạch Kim Tinh là sứ giả được Ngọc Hoàng Thượng đế phái xuống gặp Tề Thiên Đại Thánh ở Hoa Quả Sơn để mời lên Thiên đình và sau này là thuyết phục Tề Thiên nguôi giận. Ông được thể hiện như một ông già hiền lành và bị lũ khỉ trêu chọc, quấy phá. 